# Sollevamento pesi ai Giochi della XXI Olimpiade - Pesi massimi
La competizione della categoria pesi massimi (fino a 110 kg) di sollevamento pesi ai Giochi della XXI Olimpiade si è svolta il giorno 26 luglio 1976 all'Aréna Saint-Michel di Montréal.

## Regolamento
La classifica era ottenuta con la somma delle migliori alzate delle seguenti 2 prove:
- Strappo
- Slancio

Su ogni prova ogni concorrente aveva diritto a tre alzate. In caso di parità vinceva il sollevatore che pesava meno.

## Risultati
| Pos.    | Atleta               | Nazione          | Peso Atleta | Strappo | Strappo | Strappo | Strappo | Slancio | Slancio | Slancio | Slancio | Totale      |
| Pos.    | Atleta               | Nazione          | Peso Atleta | 1       | 2       | 3       | Tot     | 1       | 2       | 3       | Tot     | Tot         |
| ------- | -------------------- | ---------------- | ----------- | ------- | ------- | ------- | ------- | ------- | ------- | ------- | ------- | ----------- |
| Oro     | Jurij Zajcev         | Unione Sovietica | 107,95      | 165,0   | 170,0   | 170,0   | 165,0   | 215,0   | 215,0   | 220,0   | 220,0   | 385,0       |
| Argento | Krăstju Semerdžiev   | Bulgaria         | 109,15      | 165,0   | 170,0   | 170,0   | 170,0   | 210,0   | 215,0   | 220,0   | 215,0   | 385,0       |
| Bronzo  | Tadeusz Rutkowski    | Polonia          | 109,00      | 162,5   | 167,5   | 170,0   | 167,5   | 210,0   | 215,0   | 217,5   | 210,0   | 377,5       |
| 4       | Pierre Gourrier      | Francia          | 107,30      | 152,5   | 157,5   | 162,5   | 157,5   | 207,5   | 215,0   | 215,0   | 215,0   | 372,5       |
| 5       | Jürgen Ciezki        | Germania Est     | 109,65      | 162,5   | 167,5   | 167,5   | 162,5   | 210,0   | 217,5   | 217,5   | 210,0   | 372,5       |
| 6       | Javier González      | Cuba             | 107,05      | 160,0   | 165,0   | 165,0   | 160,0   | 200,5   | 205,0   | 207,5   | 205,0   | 365,0       |
| 7       | Leif Nilsson         | Svezia           | 109,95      | 157,5   | 165,0   | 165,0   | 157,5   | 207,5   | 215,0   | 217,5   | 207,5   | 365,0       |
| 8       | Rudolf Strejček      | Cecoslovacchia   | 108,85      | 162,5   | 162,5   | 167,5   | 162,5   | 200,0   | 207,5   | 207,5   | 200,0   | 362,5       |
| 9       | Russ Prior           | Canada           | 109,65      | 155,0   | 162,5   | 167,5   | 167,5   | 195,0   | 207,5   | 207,5   | 195,0   | 362,5       |
| 10      | Taito Haara          | Finlandia        | 109,45      | 160,0   | 165,0   | 165,0   | 160,0   | 200,0   | 210,0   | 210,0   | 200,0   | 360,0       |
| 11      | Lennart Dahlgren     | Svezia           | 99,25       | 150,0   | 155,0   | 160,0   | 155,0   | 195,0   | 200,0   | 205,0   | 200,0   | 355,0       |
| 12      | Gary Drinnon         | Stati Uniti      | 109,80      | 152,5   | 157,5   | 157,5   | 152,5   | 192,5   | 200,0   | 205,0   | 200,0   | 352,5       |
| 13      | Vinzenz Hörtnagl     | Austria          | 107,55      | 155,0   | 160,0   | 165,0   | 160,0   | 190,0   | 190,0   | 190,0   | 190,0   | 350,0       |
| 14      | John Burns           | Regno Unito      | 107,35      | 157,5   | 162,5   | 162,5   | 157,5   | 190,0   | 195,0   | 195,0   | 190,0   | 347,5       |
| 15      | Rory Barrett         | Nuova Zelanda    | 109,85      | 150,0   | 155,0   | 155,0   | 150,0   | 187,5   | 192,5   | 200,0   | 192,5   | 342,5       |
| 16      | Robert Santavy       | Canada           | 100,40      | 140,0   | 147,5   | 152,5   | 147,5   | 190,0   | 197,5   | 200,0   | 190,0   | 337,5       |
| 17      | Huszang Kargarnedżad | Iran             | 108,65      | 142,5   | 147,5   | 147,5   | 142,5   | 180,0   | 190,0   | 195,0   | 180,0   | 322,5       |
| –       | Ali Vali             | Iran             | 104,15      | 135,0   | 140,0   | 140,0   | 140,0   | 192,5   | 192,5   | 192,5   | -       | DNF         |
| –       | Stephen Wyatt        | Australia        | 104,15      | 145,0   | 150,0   | 150,0   | 150,0   | 195,0   | 195,0   | 195,0   | -       | DNF         |
| –       | Brian Strange        | Regno Unito      | 109,95      | 155,0   | 155,0   | 155,0   | -       | -       | -       | -       | -       | DNF         |
| –       | Valentin Hristov     | Bulgaria         | 109,45      | 170,0   | 175,0   | 180,0   | 175,0   | 220,0   | 225,0   | -       | 225,0   | DSQ [400,0] |
| –       | Mark Cameron         | Stati Uniti      | 107,10      | 162,5   | 167,5   | 167,5   | 162,5   | 212,5   | 217,5   | 222,5   | 212,5   | DSQ [375,0] |